# Кантон Фрибур
Кантон Фрибур или Фрајбург (скраћеница FR, фр. Le canton de Fribourg) је кантон у средишњем делу Швајцарске. Главни град кантона и његово највеће насеље је град Фрибур.

## Природне одлике
На северу кантон Фрибур својим енклавама излази на Нешателско језеро. Северни део је валовит и нижи, па је боље насељен и привредно развијенији. Посебно је важна долина реке Сарин, где је највећа концентрација становништва и привреде. Јужни и средишњи део површине кантона припада Бернским Алпима. Највиши врх је на 2.389 метара. Површина кантона је 1.670,8 km².

## Окрузи
1. Броје - седиште Еставаје ле Лак,
2. Вевејсе - седиште Шате-Сен-Дени,
3. Глане - седиште Ромон,
4. Гријер - седиште Буле,
5. Зе - седиште Муртен,
6. Сарин - седиште Фрибур,
7. Сензе - седиште Таферс.

## Становништво и насеља
Кантон Фрибур је имао 268.537 становника 2008. г.
Кантон Фрибур је двојезични. У њему се говоре француски (63,2%) и немачки језик (29,2%), или прецизније дијалекти ових језика. Француски је претежан на југу и западу, док је немачки на северу и истоку кантона. Градови Фрибур и Муртен су двојезични.
Већина становништва су католици (73%) са значајном протестантском мањином.
Највећи градови су:
- Фрибур, 34.000 ст. - главни град кантона
- Буле, 17.000 ст.
- Вилар сур Глан, 11.000 становника.

## Привреда
Главне привредне активности су: пољопривреда (сир, дуван, воће), производња хидроелектричне енергије, и ситна индустријска предузећа. Из кантона Фрибур потиче сир гријер.

## Галерија слика
- Главни град Фрибур
- тзв. Фрајбуршки Алпи
- Предео у северном делу кантона
- двојезични градић Муртен